# Вологі тропічні ліси Центральної Полінезії
Вологі тропічні ліси Центральної Полінезії (ідентифікатор WWF: OC0117) — океанійський екорегіон тропічних та субтропічних вологих широколистяних лісів, розташований на островах Полінезії в Тихому океані.

## Географія
Екорегіон вологих тропічних лісів Західної Полінезії охоплює вісім населених та дев'ять безлюдних коралових островів в Полінезії, які простягаються на 3400 км з півночі на південь через центральну частину Тихого океану, перетинаючи екватор. Більшість цих островів являють собою атоли — невисокі кільцеподібні острови з коралового піску, що утворилися на вершинах згаслих підводних вулканів та підіймаються заледве на кілька метрів над рівнем моря. В центрі їх розташована неглибока лагуна, яка зазвичай сполучена з навколишнім океаном кількома вузькими протоками, що розділяють кільцеподібний атол на кілька менших острівців. Внаслідок тектонічних рухів деякі атоли можуть піднятися на кілька десятків метрів над поверхнею океану, сформувавши підняті атоли, основу яких складають коралові вапняки.
Острови Лайн включають одинадцять островів, які діляться на Північні, Центральні та Південні острови Лайн. Вісім атолів (Тераїна, Табуаеран, Кіритіматі, Молден, Старбак, Восток, Каролайн та Флінт) належать Кірибаті, однак населеними з них є лише три — Тераїна, Табуаеран та Кіритіматі. Останній атол є одним з найбільших за площею у світі.
Три острова в архіпелазі Лайн (риф Кінгмен, атол Пальміра та острів Джарвіс) є частиною Зовнішніх малих островів США. Також США належить ізольований атол Джонстон, розташований на північ захід від островів Лайн та на південний захід від Гаваїв.
На південний захід від островів Лайн лежить Північна група Островів Кука, до якої входить п'ять атолів — Пукапука, Ракаханга, Маніхікі, Пенрин та Суворова. Південні Острови Кука входять до окремого екорегіону вологих тропічних лісів Островів Кука.

## Клімат
На островах екорегіону домінує тропічний клімат, який характеризується незначними сезонними коливаннями температури. Північні та південні острови регіону лежать у пасатному поясі, де середньорічна кількість опадів коливається від 1500 до 3500 мм, які випадають відносно рівномірно протягом року. На островах, що лежать в межах 5° широти від екватора, середньорічна кількість опадів становить менше 1000 мм, і періодично трапляються сильні посухи.

## Флора
Основними рослинними угрупованнями, поширеними на більш вологих атолах екорегіону, є вологі тропічні ліси, у яких переважають великі пізонії (Pisonia grandis), волокнистолисті калофіллуми (Calophyllum inophyllum), деревоподібні геліотропи (Heliotropium arboreum), покрівельні пандани (Pandanus tectorius), морські ранди (Guettarda speciosa) та прибережні кордії (Cordia subcordata). В їх підліску поширені чагарники лимонолистої морінди (Morinda citrifolia), прибережної капусти (Scaevola taccada), приморської суріани (Suriana maritima) та кислуватого пемфіса (Pemphis acidula). Також на вологих островах зустрічаються моновидові ліси деревоподібних геліотропів (Heliotropium arboreum), прибережні ліси та чагарники, у яких домінують деревоподібні геліотропи та прибережна капуста (Scaevola taccada), а також мішані чагарники прибережної капусти та приморської суріани (Suriana maritima), поширені у внутрішніх районах островів. Подекуди на вологих островах зустрічаються луки, на деяких з яких домінує повзучий тонкохвіст (Lepturus repens).
На найбільш сухих та низьких островах рослинний покрив переважно представлений розрідженими трав'янистими луками, на яких росте повзучий тонкохвіст (Lepturus repens), а також в'юнкі чистоподібні якірці (Tribulus cistoides) та жовтий портулак (Portulaca lutea). Подекуди ці луки перемежовуються ділянками, на яких ростуть деревоподібні геліотропи (Heliotropium arboreum), кислуваті пемфіси (Pemphis acidula) та прибережна капуста (Scaevola taccada). Особливі рослинні угруповання зустрічаються на узбережжях внутрішніх лагун, на твердих вапнякових смугах, на піщаних дюнах та на океанічних узбережжях, які піддаються впливу солоних бризок.
Загалом флора екорегіону вирізняється дуже низьким видовим різноманіттям. На островах Лайн зустрічається від 2 до 20 видів місцевих рослин, а на Північних островах Кука — 38 видів. Більшість рослин, поширених на атолах Центральної Полінезії, є широко поширеними прибережними індо-тихоокеанськими або пантропічними видами, а ендеміків серед них зустрічається дуже мало. Одним з небагатьох ендеміків екорегіону є різновид панданів Pandanus hermsianus, який зустрічається на атолі Табуаеран.

## Фауна
На атолах Центральної Полінезії розташовані одні з найбільших гніздових колоній морських птахів у світі. На острові Старбак гніздиться 3-6 мільйонів строкатих крячків (Onychoprion fuscatus), на острові Пальміра — 10 000 бурих крячків (Anous stolidus) та 20 000 атолових крячків (Anous minutus), а на острові Джарвіс — 1 мільйон строкатих крячків. На атолі Кіритіматі гніздиться 18 видів морських птахів, зокрема 8500 червонохвостих фаетонів (Phaethon rubricauda), 48 000 макронезійських тайфунників (Pterodroma alba), 24 000 острівних буревісників (Puffinus nativitatis) та 2 мільйони клинохвостих буревісників (Ardenna pacifica). Також на цьому атолі розташована найбільша в світі гніздова колонія строкатих крячків, яка нараховує 15 мільйонів птахів. Тихоокеанські атоли також є важливими місцями зимівлі для багатьох мігруючих прибережних птахів, таких як аляскинські кульони (Numenius tahitiensis) та аляскинські коловодники (Tringa incana), а також місцями, де ці птахи зупиняються під час міграцій. Раніше на острові Кіритиматі мешкали ендемічні полінезійські куліги (Prosobonia cancellata), однак ці птахи вимерли у першій половині XIX століття.
Єдиним горобцеподібним птахом, поширеним в екорегіоні, є ендемічна попеляста очеретянка (Acrocephalus aequinoctialis). Цей дрібний співочий птах мешкає на островах Кіритіматі і Тераїна, а раніше зустрічався також на Табуерані. Майже ендемічним представником екорегіону є рубіновий лорі-віні (Vini kuhlii), також поширений на островах Тераїна, Табуеран та Кіритіматі. Цікаво, що цей рідкісний папуга походить з острова Ріматара у Французькій Полінезії, а на острови Лайн потрапив завдяки полінезійцям, які торгували цими яскравими червоноперими птахами.
Місцеві ссавці та амфібії в екорегіоні відсутні. Герпетофауна екорегіону представлена кількома поширеними в Океанії видами сцинків та геконів, такими як океанійський змієокий сцинк (Cryptoblepharus poecilopleurus) та тихоокеанська дтелла (Gehyra insulensis). Серед інших тварин, що зустрічаються на островах регіону, слід відзначити кокосових крабів (Birgus latro), найбільших наземних членистоногих світу, поширених на багатьох островах Індо-Тихоокеанського регіону. На атолах Флінт і Каролайн мешкають одні з найбільших у світі популяцій цих величезних крабів, деякі з яких важать 4 кг.

## Збереження
Деякі острови регіону були заселені полінезійцями у IX-X століттях н.е., тоді як інші залишаються безлюдними досі. Будівництво поселень, створення кокосових пальм (Cocos nucifera) та видобування фосфатів з гуано, а також будівництво військової інфраструктури на Кіритіматі, Пальмірі та атолі Джонстон призвело до порушення природного рослинного покриву, а ядерні випробовування, які здійснювалися на деяких островах, спустошили місцеві екосистеми.
Тим не менш, природа деяких безлюдних островів, таких як Тераїна та Каролайн, є незайманою. На атолі Каролайн зростають одні з найбільших збережених геліотропових, кордієвих та пізонієвих лісів у Океанії. Острів також підтримує значні популяції морських птахів.
Значною загрозою для морських птахів є хижацтво з боку інтродукованих здичавілих котів та жовтих божевільних мурах (Anoplolepis gracilipes). Малі пацюки (Rattus exulans) присутні на багатьох островах регіону, але вони можуть співіснувати з більшістю видів морських птахів, на відміну від корабельних чорних пацюків (Rattus rattus), завезених на Табуеран на початку 1920-х років. Ці хижаки, ймовірно, відповідальні за локальне вимирання попелястих очеретянок та скорочення популяції рубінових лорі-віні.
Ще однією загрозою для збереження природи регіону є підвищення рівня моря, пов'язане з глобальним потеплінням та таненням льодовиків, оскільки невисокі атоли, які підіймаються на кілька метрів над океаном, дуже вразливі до нього. Якщо рівень моря значно підвищиться в XXI столітті, більшість островів екорегіону будуть повністю затоплені, а їхні екосистеми будуть втрачені назавжди.
Оцінка 2017 року показала, що 3 км², або 83 % екорегіону, є заповідними територіями. Природоохоронні території включають: Природний заповідник Кіритиматі, Національний парк острова Суворова та Національна морська пам'ятка Зовнішніх малих островів США, яка включає острови Кінгмен, Пальміра, Джарвіс та Джонстон.